# Eupithecia vesiculata
Eupithecia vesiculata är en fjärilsart som beskrevs av Claude Herbulot 1954. Eupithecia vesiculata ingår i släktet Eupithecia och familjen mätare. Inga underarter finns listade i Catalogue of Life.